# André le Magnifique (film)
Pour l’article homonyme, voir André le Magnifique.
Pour plus de détails, voir Fiche technique et Distribution.
André le Magnifique est un film français réalisé par Emmanuel Silvestre et Thibault Staib, sorti en 2000.
Le film est une adaptation de la pièce éponyme, écrite et mise en scène par Isabelle Candelier, Loïc Houdré, Patrick Ligardes, Denis Podalydès et Michel Vuillermoz, créée en 1997.

## Synopsis
Dans un village du Sud-Ouest de la France, un couple de villageois décide de monter une pièce afin de sauver le théâtre local, menacé de destruction. Ils font appel, pour tenir le rôle principal, à un acteur parisien sur le déclin. Les répétitions ne se passent cependant pas comme prévu. André, le jardinier municipal, va sauver la situation...

## Fiche technique
- Titre : André le Magnifique
- Titre international : Andre the Magnificent
- Réalisateur : Emmanuel Silvestre et Thibault Staib
- Scénario : Isabelle Candelier, Loïc Houdré, Gilles Laurent, Patrick Ligardes, Jean-Luc Porraz, Emmanuel Silvestre, Thibault Staib, Michel Vuillermoz d'après la pièce éponyme des mêmes auteurs
- Musique originale : Pascal Comelade
- Directeur de la photographie : Florent Herry
- Montage : Eric Perruchon
- Costumes : Juliette Chanaud
- Producteur : Frédérique Dumas-Zajdela
- Producteurs exécutifs : Marc Baschet, Daniela Romano
- Sociétés de production : André Productions, Noé Productions
- Distributeur : UGC Fox Distribution
- Pays de production :  France
- Langue originale : français
- Genre : comédie dramatique
- Durée : 90 minutes (1 h 30)
- Date de sortie :
  - France : 26 avril 2000

## Distribution
- Michel Vuillermoz, André Lagachigue
- Isabelle Candelier, Janine Ader
- Jean-Luc Porraz, Jean-Pascal Faix
- Patrick Ligardes, Alexis Ader
- Loïc Houdré, Norbert
- Chantal Neuwirth, Néné
- Philippe Uchan, Couderc